# Libro rojo de los invertebrados de España
El libro rojo de los invertebrados de España  es una obra colectiva que trata los animales invertebrados terrestres y dulceacuícolas que se hallan amenazados de extinción.

## Resumen
Se trata de una obra colectiva en la que han participado más de cien especialistas; en ella que se reúne información sobre el estado de conservación de ciento setenta y siete especies de artrópodos y noventa y cinco especies de moluscos presentes en España. Esta información se encuentra en forma de ficha de cada especie; cada ficha presenta información sobre el estado de conservación, siguiendo los criterios y categorías de la UICN (Unión Internacional para la Conservación de la Naturaleza), además de proporcionar datos sobre la morfología, distribución geográfica e historia natural de cada una de las especies.

## Resultados

Categorías otorgadas por la actual versión de la Lista Roja elaborada por la UICN, seguidas en el libro rojo de los invertebrados de España.

Los principales resultados del estudio, por lo que respecta al número de especies que se hallan amenazadas en uno u otro grado, son:
|                              | Vulnerable (VU) | En peligro (EN) | En peligro crítico (CR) | Extinta (EX) |
| ---------------------------- | --------------- | --------------- | ----------------------- | ------------ |
| Artrópodos (n.º de especies) | 134             | 36              | 7                       | -            |
| Moluscos (n.º de especies)   | 69              | 16              | 9                       | 1            |

## Lista de especies en peligro crítico
Las siguientes dieciséis especies se hallan, según el estudio, en peligro crítico de extinción:
- Dicrodontus alluaudi Mateu, 1952 (Insecta, Coleoptera, Carabidae)
- Trechus detersus Mateu, 1952 (Insecta, Coleoptera, Carabidae)
- Cionus canariensis Uyttenboogaart, 1935 (Insecta, Coleoptera, Curculionidae)
- Macromia splendens (Pictet, 1843) (Insecta, Odonata, Corduliidae)
- Lindenia tetraphylla (Van der Linden, 1825) (Insecta, Odonata, Gomphidae)
- Leucorrhinia pectoralis (Charpentier, 1825) (Insecta, Odonata, Libellulidae)
- Typhlatya miravetensis Sanz y Platvoet, 1995 (Crustacea, Decapoda, Atyidae)

- Margaritifera auricularia (Spengler, 1793) (Bivalvia, Unionoida, Margaritiferidae)
- Belgrandiella galaica Boeters y Rolán, 1988 (Gastropoda, Neotaenioglossa, Hydrobiidae)
- Melanopsis penchinati Bourguignat, 1868 (Gastropoda, Neotaenioglossa, Melanopsidae)
- Theodoxus valentinus (Graells, 1846) (Gastropoda, Neritopsina, Neritidae)
- Theodoxus velascoi (Graells, 1846) (Gastropoda, Neritopsina, Neritidae)
- Napaeus isletae Groh e Ibáñez, 1992 (Gastropoda, Pulmonata, Enidae)
- Orculella bulgarica (Hesse, 1915) (Gastropoda, Pulmonata, Orculidae)
- Vertigo moulinsiana (Dupuy, 1849) (Gastropoda, Pulmonata, Vertiginidae)
- Vertigo angustior Jeffreys, 1830 (Gastropoda, Pulmonata, Vertiginidae)